# Asociación para la Defensa Ecológica de Galicia
ADEGA es el acrónimo de Asociación para a Defensa Ecolóxica de Galiza (en castellano, Asociación para la Defensa Ecológica de Galicia), un grupo ecologista nacido en 1974 pero legalizado en 1976. Trabaja en la defensa del medio ambiente gallego y global
Domingos Quiroga fue el primer presidente de la asociación. Formaron parte de las primeras juntas directivas personalidades destacadas como: Francisco Bermejo, catedrático de Química Analítica; Xosé Bar Boo, arquitecto; Xosé Luís Rodríguez Pardo, abogado; Xosé Manuel Beiras Torrado, portavoz nacional del BNG durante muchos años, y Fernando González Laxe, que fue presidente de la Junta de Galicia.
Destacó en los años 80 por una campaña contra los vertidos de materiales radioactivos en la fosa atlántica. Posteriormente su actividad creció y se diversificó atendiendo a numerosos problemas ambientales.